# Avahi
Avahi es un género de primates estrepsirrinos de la familia Indriidae, conocidos vulgarmente como avahis, lémures lanudos o indris lanudos; son endémicos de Madagascar.

## Especies
Se reconocen 9 especies:
- Avahi betsileo[1] (avahi de Betsileo)
- Avahi cleesei[2] (avahi de Bemaraha)
- Avahi laniger[3] (avahi oriental)
- Avahi meridionalis[4] (avahi del sur)
- Avahi mooreorum[5]
- Avahi occidentalis[3] (avahi occidental)
- Avahi peyrierasi[4]
- Avahi ramanantsoavanai[1]
- Avahi unicolor[3] (avahi de Sambirano)